# Altotevere Volley

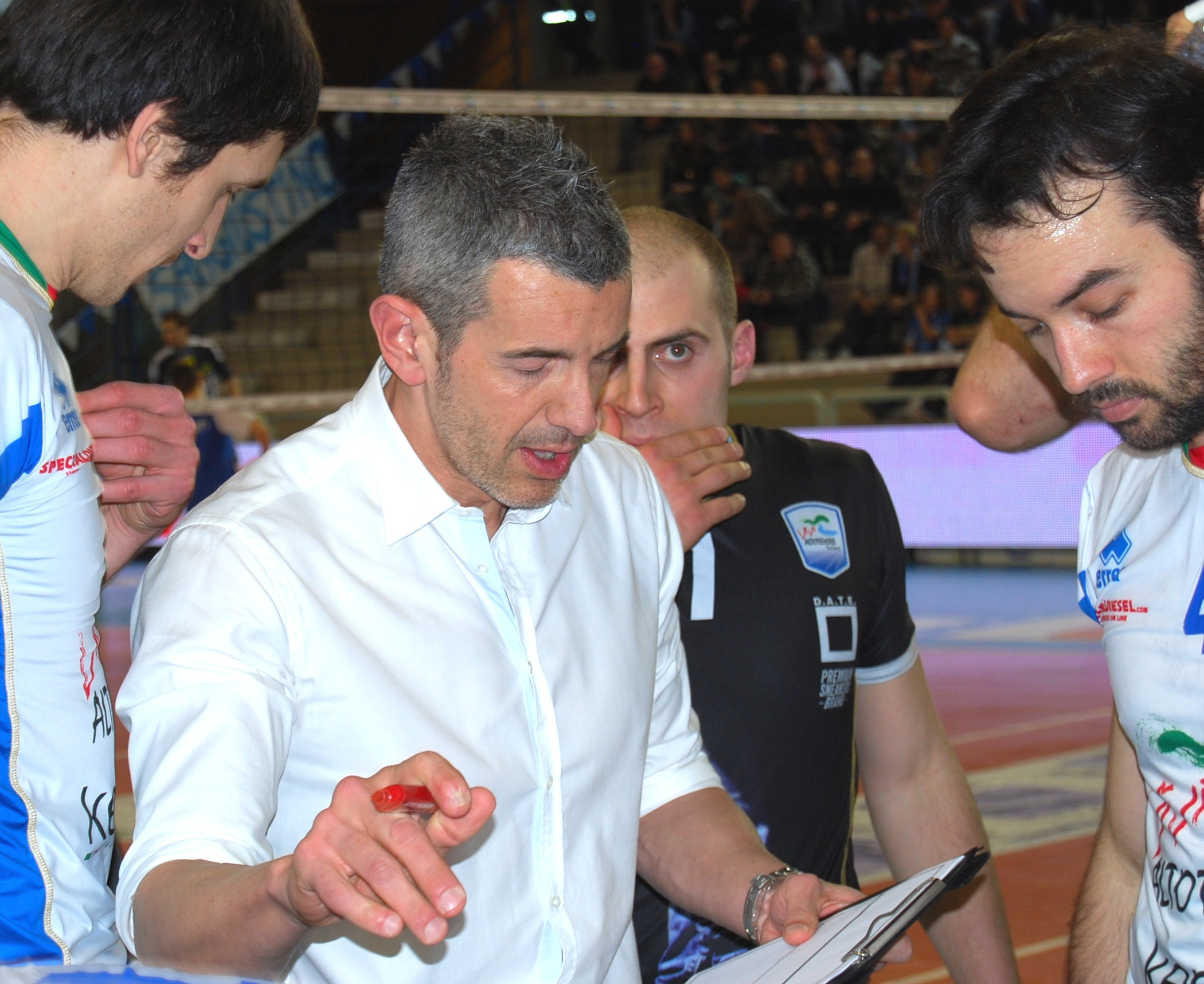
Marco Fenoglio trenerem Altotevere San Giustino w sezonie 2012/2013

Altotevere Volley – włoski męski klub siatkarski z siedzibą w San Giustino, założony w 2012 roku. W sezonie 2012/2013 drużyna występowała w rozgrywkach pod nazwą Altotevere San Giustino. W sezonie 2012/2013 klub uczestniczył w rozgrywkach Serie A1.

## Historia

### Chronologia nazw
- 2012: Altotevere San Giustino

### Powstanie
Klub Altotevere Volley powstał w 2012 roku w miejsce zlikwidowanego wcześniej klubu Umbria Volley (do 2010 roku: Perugia Volley, w 2010 roku klub został przeniesiony z Perugii do San Giustino).

## Bilans sezon po sezonie
| Sezon                | Miejsce |
| -------------------- | ------- |
| 2012/2013 - Serie A1 | 10      |

Poziom rozgrywek:
     pierwszy, najwyższy ogólnokrajowy
     drugi
     trzeci
     czwarty

## Kadra

### Sezon 2012/2013
- 1.  Alessio Fiore
- 2.  Giorgio De Togni
- 4.  Riley Mc Kibbin
- 5.  Marcus Böhme
- 6.  Bram Van den Dries
- 8.  Andrea Caoli
- 9.  Francesco Mattioli
- 10. Paolo Torre
- 12. Marcus Guttmann
- 13. Marco Lo Bianco
- 14. Andrea Cesarini
- 15. Cesare Gradi
- 17. Klemen Čebulj